# برند داينر
برند داينر (بالألمانية: Bernd Diener)‏ هو سائق سباق ألماني، ولد في 19 يونيو 1959 في غينغنباخ في ألمانيا.